# Narodni park Hwange
Narodni park Hwange (prej Wankie Game Reserve) je največji naravni rezervat v Zimbabveju. Obsega približno 14.600 kvadratnih kilometrov. Leži na severozahodu države, tik ob glavni cesti med Bulawayom in Viktorijinimi slapovi. Najbližje mesto je Dete.

## Zgodovina
Narodni park Hwange je bil ustanovljen leta 1928. Razmišlja se o vključitvi v čezmejno območje varstva Kavango-Zambezi, ki obsega pet držav.

### Incidenti krivolova
Leta 2011 so krivolovci ubili devet slonov, pet levov in dva bivola.
Oktobra 2013 so odkrili, da so krivolovci po zastrupitvi njihove napajalne luknje s cianidom ubili veliko število afriških slonov. Naravovarstveniki trdijo, da je to največji nezakonit uboj živali v južni Afriki v 25 letih. Izvedeni sta bili dve zračni raziskavi za določitev obsega smrti, v prvi raziskavi pa so identificirali 19 trupel, v drugi pa nadaljnjih 84 trupel. Trije krivolovci so bili ujeti, aretirani, sojeni, obsojeni in kaznovani. Za vsa kazniva dejanja krivolova kraljeve divjadi in slonov je zdaj predpisana 9-letna zaporna kazen, tarča pa je tudi dobavna veriga.

### Lovski incidenti med Cecilom in Xando
Približno 1. julija 2015 je bil ubit Cecil, lev, ki je 13 let živel v narodnem parku Hwange. To dejanje je sprožilo široko poročanje na družbenih omrežjih in peticijo, v kateri so pozivali zimbabvejskega predsednika Roberta Mugabeja, naj prepove dovoljenja za lov na veliko divjad. Walter Palmer, priznani morilec Cecila, je imel dovoljenje in ni bil obtožen nobenega kaznivega dejanja, saj so bili vsi njegovi dokumenti urejeni. Oblasti v Zimbabveju so sporočile, da lahko prosto obišče državo. Sprva so bile obtožbe vložene proti Theu Bronkhorstu, Palmerjevemu vodniku, ker »ni preprečil nezakonitega lova«, vendar so bile kasneje ovržene.
Dve leti po Cecilovem umoru je njegov sin Xanda doživel podobno usodo. Za razliko od očetovega umora Xandov umor ni bil označen za nezakonitega, čeprav je izzval ogorčenje.

## Biotska raznovrstnost

### Rastlinstvo
Park je blizu roba puščave Kalahari, regije z malo vode in zelo redko, kserofilno vegetacijo. V gozdni pokrajini Kalaharija prevladujejo zambezijski tik (Baikiaea plurijuga), stročnica Baphia in kalaharska Bauhinia. Sezonska mokrišča na tem območju tvorijo travišča.
Na severu in severozahodu parka prevladuje gozd mopane.
Čeprav se trdi, da populacije slonov povzročajo spremembe v strukturi vegetacije, nekatere nedavne študije kažejo, da to ne drži, kljub velikemu povečanju populacije slonov, zabeleženemu v poznih 1980-ih.

### Živalstvo
V parku živi več kot 100 vrst sesalcev in 400 vrst ptic, vključno z 19 velikimi rastlinojedci in osmimi velikimi mesojedci. Vse posebej zaščitene živali Zimbabveja najdemo v Hwangeju in je edino zavarovano območje, kjer se skokonoga gazela in rjava hijena (Parahyaena brunnea) pojavljata v majhnem številu.
Pašne rastlinojede živali so pogostejše na območju divjine Main Camp in koncesijskem območju Linkvaša, mešane živali pa so pogostejše na območjih divjine Robins in Sinamatella, ki sta bolj gozdnata. Razširjenost niha sezonsko, pri čemer se velike rastlinojede živali koncentrirajo na območjih, kjer se v sušnem obdobju vzdržuje intenzivno črpanje vode.
Populacija afriških hijenskih psov, ki jih najdemo v Hwangeju, naj bi bila ena večjih preživelih skupin v Afriki danes, skupaj s populacijo Krugerjevega narodnega parka in rezervata Selous.
Drugi večji plenilci so lev, katerega razširjenost in lov v Hwangeju sta močno povezana s soteskami in napajalnimi kotanjami. Od leta 2005 zavarovano območje skupaj z Okavangovo delto velja za enoto za ohranjanje levov.
Na zavarovanem območju so prisotni tudi afriški leopard, lisasta hijena in gepard.
Sloni so bili v Hwangeju izjemno uspešni, populacija pa se je povečala daleč nad raven, ki jo takšno območje naravno podpira. Ta populacija slonov je močno obremenila vire parka. Veliko se je razpravljalo o tem, kako se s tem spopasti, saj so oblasti parkov izvajale pokol, da bi zmanjšale populacije, zlasti med letoma 1967 in 1986. Populacija slonov se je v petih letih po koncu pokola leta 1986 podvojila.
Znanstvene službe narodnih parkov usklajujejo dva večja projekta ohranjanja in raziskovanja v parku:
- Nacionalni projekt leopardov, ki meri število leopardov, da bi pridobil osnovne podatke za kasnejšo primerjalno analizo s stanjem leopardov na potrošniških (lovnih) območjih in skupnih zemljiščih, ki mejijo na narodni park. To se izvaja v Hwangeju v sodelovanju z Oddelkom za ohranjanje in raziskovanje prostoživečih živali Univerze v Oxfordu in Dete Animal Rescue Trust, registriranim skladom za ohranjanje prostoživečih živali.
- Projekt Painted Dog: Cilj projekta je zaščititi in povečati razširjenost in število afriških hijenskih psov tako v Zimbabveju kot drugod v Afriki, deluje pa prek organizacije Painted Dog Conservation v Deteju.[21]

#### Ptice
Ta pregled je le en pokazatelj raznolikosti ptic v parku in ni popoln seznam.
| - Rumenokljuni škarnik (Milvus aegyptius) - Južni kljunorog (Bucorvus leadbeateri) - Dickinsonova postovka (Falco dickinsoni) | - Coracias spatulatus - Afriški orel - Orjaška droplja | - Polojnik (Himantopus himantopus) - Kapski jastreb (Gyps coprotheres) - Afriški mali skovik (Glaucidium perlatum) - Falco cuvierii |

## Geografija in geologija
Večji del parka leži na peščenih tleh Kalaharija. Na severozahodu se od juga Bumbusija do meje z Bocvano raztezajo bazaltni tokovi lave formacije Batoka. V severno-osrednjem območju, od Sinamatelle proti vzhodu, so graniti in gnajsi intruzija Kamativi-Dete, manjše intruzije teh kamnin pa najdemo znotraj bazaltov na severozahodu.
Severni in severozahodni del parka odmakata reki Deka in Lukosi ter njuni pritoki, skrajni jug parka pa odmaka reka Gvabadzabuja, pritok reke Nata. V preostalem delu parka ni rek, čeprav so na glavnem območju tabora in Linkvaša fosilni drenažni kanali, ki tvorijo sezonska mokrišča. Na teh območjih brez rek so nastale travnate kotline in soteske. Nekatere od teh kotlin, kot so številne kotline na območju Šumba, se polnijo z deževnico, druge, kot so Ngvešla, Šakvanki in Nehimba, pa napajajo naravni izcedki podtalnice. Številne kotline dodatno oskrbujejo z vodo, ki jo iz podzemlja črpajo uprave parka.

## Arheološka, zgodovinska in kulturna najdišča
Ljudje živijo v regiji že desettisoče let, kar dokazujejo številna arheološka najdišča, od zgodnje kamene dobe do zgodovinskega obdobja. Nabiralci iz kamene dobe so v regiji lovili in nabirali, zato so za seboj pustili številna najdišča s kamnitim orodjem po vsem današnjem parku. Na peščenjakove skalne stene so vgravirali odtise živalskih kopit, na severozahodu parka pa so našli tudi nekaj majhnih skalnih poslikav. Ljudje iz železne dobe so v parku zgradili velika in majhna najdišča s kamnitimi zidovi, kot sta Mtoa in narodni spomenik Bumbusi. Informacije o ljudeh, ki so nekoč živeli v današnjem parku, so na voljo na spletu.

## Zanimivosti

#### Glavno območje taborov
- Tabor Umtshibi, sedež vzdrževalne enote parka
- Ruševine in kotanja Mtoa
- Dopi vlei, fosilna reka s kotanjo Dopi
- Kennedy vlei, fosilna reka, znana tudi kot Massumamalisa, z rekama Kennedy 1, Kennedy 2 (poimenovana po siru Johnu Noblu Kennedyju, guvernerju Južne Rodezije) in Massumamalisa (Somalisa)
- Manga vlei, fosilna reka, znana tudi kot Amanga, z rekama Manga
- Nyamandhlovu Pan (ime se nanaša na slonovo meso) in ploščad za opazovanje divjadi, eno najbolj priljubljenih mest za opazovanje divjadi
- Guvalala Pan in ploščad za opazovanje divjadi, ki so jo obnovili skavti iz Kenta v Združenem kraljestvu v 1990-ta[31]
- Dom Pan, kjer pogosto vidimo leve
- Chivasa Pan
- Longone Pans, poimenovan po glavnem kuharju v času prvega upravnika
- Ngweshla Pan, napajališče, ki ga divjad pogosto obiskuje že pred razglasitvijo parka
- Shapi Pan, še eno napajališče, ki ga divjad pogosto obiskuje že pred razglasitvijo parka in nekdanji sedež enote za vzdrževanje parka
- Sibaya Pan

#### Območje Sinamatelle
- Izviri Chawato, mineralni izvir severozahodno od Sinamatelle na cesti Bumbusi[32]
- Izvir Dabashuro (Dobashura), mineralni izvir zahodno od Sinamatelle
- Slani izviri
- Vroči izviri Tshakabika, termalni izvir vzhodno od Sinamatelle
- Reka Lukosi
- Jez Mandavu in prostor za piknik
- Jez Masuma s slamnato streho s pogledom na jez, pa tudi prostorom za kampiranje in prostorom za piknik[33]
- Jez New Inyantue
- Jez Tshompani
- Dandari (Dandaro) Vlei, ravnice in Pan
- Kapula Vlei
- Tiriga (Triga) Vlei, fosilna reka
- Shuma Pans, vrsta napajal, ki jih je divjad močno obiskovala že pred razglasitvijo parka, s skrivališčem in prostorom za piknik
- Nehimba Pan
- Tshompani Pan

#### Koncesijsko območje Linkwasha
- Inkwazi Vlei, fosilna reka
- Makololo soteske in ravnice
- Soteska Somavundhla

#### Divjina Dzivanini
- Liputi (Libuti) tabor in vodnjak. Ime pomeni zbirališče
- Vrata Kordoziba
- Reka Nata
- Reka Gwabazabuya (Gwabadzabuya)
- Jez Limpandi
- Dzivanini (Sibanini) soteska in blatne ravnice

#### Divjina Shakwanki
- Shakwanki Pan; ime pomeni uho in se nanaša na njegovo obliko
- Tamasanka Pan, na Lovski cesti od Tatija v Bocvani do Mpandamatenga
- Xixi Amabandi Pan

#### Divjina Tsamhole
- Tsamhole (Tsamahole) Pan in ognjeni stolp na robu obsežnih blatnih ravnic. Ime se nanaša na napajališče v lasti dveh ljudi
- Bumbumutsa Pan; ime pomeni čmrlj
- Reedbuck vlei, ob izviru reke Deka

## Druga Literatura
- Haynes, G.; Klimowicz, J. (2020). Hwange National Park's Historic and Pre-Historic Places (poročilo). Unpublished. doi:10.13140/RG.2.2.31002.06086.<
- Haynes, G. (2020). »The Forest with a Desert Heart«. Hwange National Park: The Forest with a Desert Heart (poročilo). doi:10.13140/RG.2.2.19784.55043.
- Haynes, G. (2020). »Colonial Days; Ted Davison Makes A Great Game Reserve«. Hwange National Park: The Forest with a Desert Heart (poročilo). doi:10.13140/RG.2.2.23441.45922.